# Jeanne Messager
Jeanne Amélie Messager, née Ledrelle le 27 mai 1887 à Alençon et morte le 3 avril 1971 à Ouistreham, est une musicienne française.

## Biographie
Jeanne Ledrelle épouse Albert Messager en 1911 et s’installe à Paris où elle donne des cours de piano et accompagne les chanteurs en vogue. En 1927, elle rejoint l’association des Normands de Paris fondée en 1906. En 1933, toujours à Paris, Jeanne Messager participe à la création du groupe de folklore normand Blaudes et Coëffes.
En 1940, Jeanne Messager revient s’installer en Normandie et élit domicile à Trouville-sur-Mer, puis à Ouistreham, qu’elle ne quittera plus jusqu’à sa mort. Sollicitée en 1942 par Édouard Colin, directeur de l’Office municipal de la Jeunesse de Caen, ils créent ensemble Blaudes et Coëffes de Caen. Jeanne Messager rédige, et fait éditer en 1950, l’ouvrage 25 Danses Normandes. Présentées par Édouard Colin, illustrateurs Pierda et Jean Chieze, éditeur René-Paul Colas à Bayeux, Calvados (réédité en 1988, par les éditions Charles Colet), 25 Danses Normandes deviendra le livre culte et le titre de référence des associations folkloriques normandes.
Jeanne Messager a repris dans son ouvrage des airs de contredanses normandes, que le bas-normand M. de Magneville, membre de la Société des Antiquaires de Normandie, a été le premier à noter, en 1841, en les appelant par erreur « branles ».

## Publications
- 25 Danses normandes. Recueillies par Jeanne Messager, présentées par Édouard Colin, ornements de Jean Chièze, illustrations photographiques de Pierda, Bayeux, Calvados, R. P. Colas, 1950, rééd. Condé-Sur-Noireau, Corlet, 1988.